# Saint-Georges-Buttavent
Saint-Georges-Buttavent es una comuna francesa situada en el departamento de Mayenne, en la región de Países del Loira.

## Demografía
| 1475 | 1394 | 1344 | 1358 | 1309 | 1391 | 1381 |
| Para los censos de 1962 a 1999 la población legal corresponde a la población sin duplicidades (Fuente: INSEE [Consultar]) |      |      |      |      |      |      |